# Anthony Maestranzi
Antonio Giovanni Maestranzi, detto Anthony (Chicago, 1º luglio 1984), è un ex cestista e allenatore di pallacanestro statunitense naturalizzato italiano.

## Biografia
La sua famiglia è originaria di Giustino, da dove il nonno emigrò verso Chicago.

## Carriera

### Club
Dopo aver terminato il periodo universitario, nel 2006 approda nella Legadue italiana con la chiamata della Viola Reggio Calabria, società che scompare a fine anno nonostante la salvezza ottenuta sul campo. Si trasferisce quindi all'Aurora Jesi, disputando due stagioni sempre in Legadue: al suo secondo anno con la formazione marchigiana mette a referto quasi 15 punti e oltre 3 assist a partita, tirando col 95,5% dalla lunetta.
Nell'estate del 2009 compie il salto verso la Serie A, categoria in cui esordisce con la canotta della Sutor Montegranaro. Chiude la stagione 2009-10 totalizzando 31 presenze con 10,4 punti di media e tirando con il 45,6% dalla linea dei tre punti. Rimane a Montegranaro anche l'anno seguente.
Durante l'estate 2011 partecipa con la nazionale italiana di pallacanestro a Eurobasket 2011 in Lituania. Il 13 settembre viene girato in prestito alla Virtus Roma.
L'11 ottobre rescinde il contratto che lo legava alla Mens Sana, restando free agent per tutta la stagione 2012-13. Dopo mesi interi senza trovare squadra, Maestranzi decide di lasciare la pallacanestro professionistica, cambiando mestiere; oggi lavora infatti nell'azienda della sua famiglia, che si occupa della vendita di coltelli.

### Nazionale
Nel giugno del 2010 il coach della Nazionale italiana, Simone Pianigiani, lo convoca per la prima volta in vista delle qualificazioni ai Campionati Europei del 2011, mentre ad agosto 2011 ha partecipato alla fase finale dei Campionati Europei che si disputano in Lituania, con il compito di playmaker di riserva per la nazionale alla conquista del lasciapassare per le Olimpiadi di Londra. La spedizione in Lituania è fallimentare, e Maestranzi gioca minuti considerevoli solo la prima partita, contro la Serbia.

## Statistiche

### Statistiche nel Campionato italiano
Dati aggiornati al 6 agosto 2012
| Stagione        | Squadra             | Competizione | Partite | Partite | Partite | Statistiche tiro | Statistiche tiro | Statistiche tiro | Altre statistiche | Altre statistiche | Altre statistiche | Altre statistiche | Altre statistiche |
| Stagione        | Squadra             | Competizione | Pres.   | Titol.  | Minuti  | Tiri da 2        | Tiri da 3        | Liberi           | Rimb.             | Assist            | Rubate            | Stopp.            | Punti             |
| --------------- | ------------------- | ------------ | ------- | ------- | ------- | ---------------- | ---------------- | ---------------- | ----------------- | ----------------- | ----------------- | ----------------- | ----------------- |
| 2006-2007       | NBV Reggio Calabria | Legadue      | 28      | 28      | 832     | 47/72            | 48/132           | 25/34            | 51                | 89                | 48                | 0                 | 263               |
| 2007-2008       | Aurora Jesi         | Legadue      | 41      | 41      | 1165    | 62/140           | 64/178           | 105/113          | 76                | 63                | 45                | 0                 | 421               |
| 2008-2009       | Aurora Jesi         | Legadue      | 28      | 27      | 936     | 40/93            | 79/215           | 83/90            | 53                | 85                | 51                | 0                 | 400               |
| 2009-2010       | Sutor Montegranaro  | Serie A      | 31      | 31      | 835     | 33/78            | 72/158           | 39/43            | 49                | 55                | 40                | 0                 | 321               |
| 2010-2011       | Sutor Montegranaro  | Serie A      | 30      | 24      | 524     | 21/45            | 30/84            | 30/32            | 22                | 50                | 21                | 0                 | 162               |
| 2011-2012       | Virtus Roma         | Serie A      | 27      | 27      | 508     | 13/37            | 24/73            | 37/41            | 23                | 52                | 16                | 1                 | 135               |
| Totale carriera |                     |              |         |         |         |                  |                  |                  |                   |                   |                   |                   |                   |

### Cronologia presenze e punti in Nazionale
| Cronologia completa delle presenze e dei punti in Nazionale - Italia | Cronologia completa delle presenze e dei punti in Nazionale - Italia | Cronologia completa delle presenze e dei punti in Nazionale - Italia | Cronologia completa delle presenze e dei punti in Nazionale - Italia | Cronologia completa delle presenze e dei punti in Nazionale - Italia | Cronologia completa delle presenze e dei punti in Nazionale - Italia | Cronologia completa delle presenze e dei punti in Nazionale - Italia | Cronologia completa delle presenze e dei punti in Nazionale - Italia |
| Data                                                                 | Città                                                                | In casa                                                              | Risultato                                                            | Ospiti                                                               | Competizione                                                         | Punti                                                                | Note                                                                 |
| -------------------------------------------------------------------- | -------------------------------------------------------------------- | -------------------------------------------------------------------- | -------------------------------------------------------------------- | -------------------------------------------------------------------- | -------------------------------------------------------------------- | -------------------------------------------------------------------- | -------------------------------------------------------------------- |
| 09/07/2010                                                           | Bormio                                                               | Italia                                                               | 88 - 46                                                              | Ungheria                                                             |                                                                      | 5                                                                    | [ 4 ]                                                                |
| 11/07/2010                                                           | Bormio                                                               | Italia                                                               | 78 - 41                                                              | Iran                                                                 |                                                                      | 12                                                                   | [ 5 ]                                                                |
| 16/07/2010                                                           | Firenze                                                              | Italia                                                               | 83 - 60                                                              | Macedonia                                                            |                                                                      | 3                                                                    | [ 6 ]                                                                |
| 17/07/2010                                                           | Firenze                                                              | Italia                                                               | 88 - 76                                                              | Polonia                                                              |                                                                      | 0                                                                    | [ 7 ]                                                                |
| 18/07/2010                                                           | Firenze                                                              | Italia                                                               | 83 - 84                                                              | Bulgaria                                                             |                                                                      | 14                                                                   | [ 8 ]                                                                |
| Totale                                                               |                                                                      | Presenze                                                             | 5                                                                    |                                                                      | Punti                                                                | 34                                                                   |                                                                      |

## Palmarès

### Club
- Coppa Italia di Legadue: 1

Aurora Jesi: 2008